# Duckeanthidium yurimaguasano
Duckeanthidium yurimaguasano is een vliesvleugelig insect uit de familie Megachilidae. De wetenschappelijke naam van de soort is voor het eerst geldig gepubliceerd in 2004 door Urban.